# Чеботарёв, Николай Иванович
Николай Иванович Чеботарёв (1937—2015) — советский и российский журналист, директор (1991—2014) и президент (2014—2015) ГТРК «Дон-ТР».

## Биография
Родился 22 марта 1937 года в крестьянской семье в селе Чистополье Ростовской области.
В 1955 году окончил ростовскую школу № 75, а в 1966 году — отделение журналистики историко-филологического факультета Ростовского государственного университета (ныне Южный федеральный университет).
Свою трудовую деятельность начал на заводе «Ростсельмаш». После службы в армии снова вернулся на завод, где проработал до 1963 года. Затем перешел на работу в газету Северо-Кавказского военного округа «Красное знамя» (1963—1967 годы), трудился в Ростовском областном комитете по телевидению и радиовещанию (1967—1972 годы), был собственным корреспондентом Гостелерадио СССР по Ростовской области (1972—1991 годы). В 1991 году Николай Иванович возглавил телерадиокомпанию «Дон-ТР», а в 2014 году стал её президентом.
Н. И. Чеботарёв является автором сотен множества очерков, телевизионных документальных фильмов и нескольких книг. Воспитал плеяду талантливых работников радио и телевидения.
Умер 22 июня 2015 года в Ростове-на-Дону. Был похоронен на Аллее Славы Северного кладбища.

## Память

Памятная доска в Ростове-на-Дону

- В родном селе Николая Чеботарёва сотрудники телерадиокомпании «Дон-ТР» в память о нём посадили березовую аллею.[5]
- На здании телерадиокомпании «Дон-ТР» ему установлена мемориальная доска.[6]

## Заслуги
- Заслуженный работник культуры РФ, академик Академии российского телевидения.
- Награждён орденом Почёта  (2011)[7], медалями «За трудовую доблесть» и «Ветеран труда», медалью ордена «За заслуги перед Отечеством» II степени (2007)[8], орденом «За заслуги перед Ростовской областью» (2012)[9][4]